# 1943: The Battle of Midway
1943: The Battle of Midway, ook wel 1943: The Battle of Valhalla of 1943: Midway Kaisen (1943 ミッドウェイ海戦), is een computerspel dat werd ontwikkeld en uitgegeven door Capcom. Het spel kwam in 1987 uit als arcadespel. Een jaar later volgde een release voor de meeste populaire homecomputers uit die tijd. Het actiespel is het vervolg op computerspel 1942. Het spel speelt zich af boven de Stille Oceaan tijdens de Tweede Wereldoorlog bij de Slag bij Midway voor de kust van het eiland Midway. De speler bestuurt een P-38 Lightning en kan zijn wapens verbeteren door middel van power-ups. De bedoeling is om de Japanse luchtmacht aan te vallen, die verantwoordelijk zijn voor het bombarderen van een Amerikaanse vliegdekschip. In zestien levels moet de speler het Japanse slagschip Yamato zien te bereiken en vernietigen.
Het perspectief is in de derde persoon met bovenaanzicht. Het spel kan met het toetsenbord of de joystick bestuurd worden. De speler kan een looping maken hetgeen handig kan zijn om uit een groep vijanden te ontsnappen. Boven in het scherm bevindt zich de puntentelling en onderaan het scherm wordt de levenskracht bijgehouden. Het spel houdt een highscore lijst in het vluchtige geheugen bij.

## Platform
| Jaar | Platform                                                     |
| ---- | ------------------------------------------------------------ |
| 1987 | Arcade                                                       |
| 1988 | Atari ST, Amiga, Amstrad CPC, Commodore 64, NES, ZX Spectrum |

In 1998 kwam het spel beschikbaar voor de Sega Saturn en PlayStation via het compilatiespel Capcom Generations. In 2005 kwam het spel beschikbaar voor de Xbox en PlayStation 2 via het compilatiespel Capcom Classics Collection en via Capcom Classics Collection: Reloaded  voor de PlayStation Portable. Ook was het spel onderdeel van Capcom Arcade Cabinet voor de PlayStation Network en Xbox Live Arcade dat op 19 februari 2013 uitkwam.

## Ontvangst
Het spel werd wisselend ontvangen:
| Beoordeeld door                | Jaar | Platform     | Score |
| ------------------------------ | ---- | ------------ | ----- |
| All Game Guide                 | 1998 | Arcade       | 80%   |
| Your Sinclair                  | 1988 | ZX Spectrum  | 70%   |
| Sinclair User                  | 1988 | ZX Spectrum  | 68%   |
| ASM (Aktueller Software Markt) | 1988 | ZX Spectrum  | 48%   |
| Génération 4                   | 1988 | Amiga        | 46%   |
| Commodore Force                | 1993 | Commodore 64 | 46%   |
| Power Play                     | 1988 | Amstrad CPC  | 33%   |
| Zzap!                          | 1988 | Commodore 64 | 30%   |
| The Games Machine (UK)         | 1989 | Commodore 64 | 19%   |
| Amiga Action                   | 1992 | Amiga        | 15%   |

## 1943 Kai
1943 Kai: Midway Kaisen (1943改 ミッドウェイ海戦) werd ontwikkeld samen met de Famicom versie en kwam in 1987 alleen in Japan uit als arcadespel. Dit spel heeft verbeterde graphics en geluidseffecten. Ook is de P-38 vervangen door een Boeing Stearman E75 N68828. In 1991 kwam alleen in Japan 1943 Kai dat geschikt is voor de PC Engine.

## Trivia
- Het spel is opgenomen in het boek 1001 Video Games You Must Play Before You Die van Tony Mott.
- De Japanse ontwerper Yoshiki Okamoto ontwierp bij Konami de spellen Time Pilot, Gyruss, 1942 en bij Capcom de spellen Final Fight en de Street Fighter-serie.